# Otho római császár
Imperator Marcus Otho Caesar Augustus, általánosan elterjedt néven Otho császár, született Marcus Salvius Otho (Ferentium, 32. április 28. – Pó folyó vidéke, 69. április 16.) a Római Birodalom császára (69. január 15-étől haláláig), a négy császár évének második uralkodója volt.

## Ifjúkora
Otho senatori rangú családban született: nagyatyja, Marcus csak praetorságig jutott, apja, Lucius azonban 33-ban már consuli rangot kapott, és Tiberius, Caligula valamint Claudius alatt számos megbízatást teljesített. Otho ifjúkora kicsapongásokkal telt, éjszakánként járta a várost, és zaklatta a részegeket. Nem csoda, hogy – mint Suetonius írja – személyiségük hasonlósága okán hamarosan Nero jó barátja lett. Plutarkhosz szerint még az eljövendő császárnál is költekezőbb és extravagánsabb volt.

## Galba oldalán
Kegyvesztettségét az okozta, hogy magasra jutott barátja szemet vetett gyönyörű feleségére, Poppaea Sabinára, ezért 59-ben válásra kényszerítette, és Lusitania quaestori rangú helytartójaként gyakorlatilag száműzte Othót Rómából. A világvárosi kényelemhez szokott fiatalember számára a távoli, elmaradott provincia igazgatása minden bizonnyal rendkívül unalmas feladatnak bizonyult, ráadásul egészen Nero bukásáig, mintegy 10 éven át várnia kellett a visszatéréssel. Mindenesetre úgy tűnik, hogy feladatát különösebb visszaélések nélkül látta el.
Amikor 68-ban Servius Sulpicius Galba, a Lusitaniával szomszédos Hispania Tarraconensis helytartója fellázadt Nero ellen, Otho azonnal támogatásáról biztosította őt, és jelentős anyagi segítségben részesítette. Galba júliusban indult el Itáliába, és októberben vonult be Othóval az oldalán az Urbsba. 69. január 1-jén Germania Superior legiói megtagadták a jutalomosztástól elzárkózó Galbától a hűséget, helyette saját legatusukat, Aulus Vitelliust kiáltották ki császárrá. A kihívás hatására Galba adoptálta Lucius Calpurnius Piso Frugi Licinianust, amivel keresztülhúzta Otho aspirációit a trónra. Az elégedetlen hajdani támogató január 15-én a donativum ígéretével fellázította a praetorianus gárdát, akik mind Galbát, mind Pisót lemészárolták. Othót még aznap princepsszé tette a senatus.

## Otho császársága

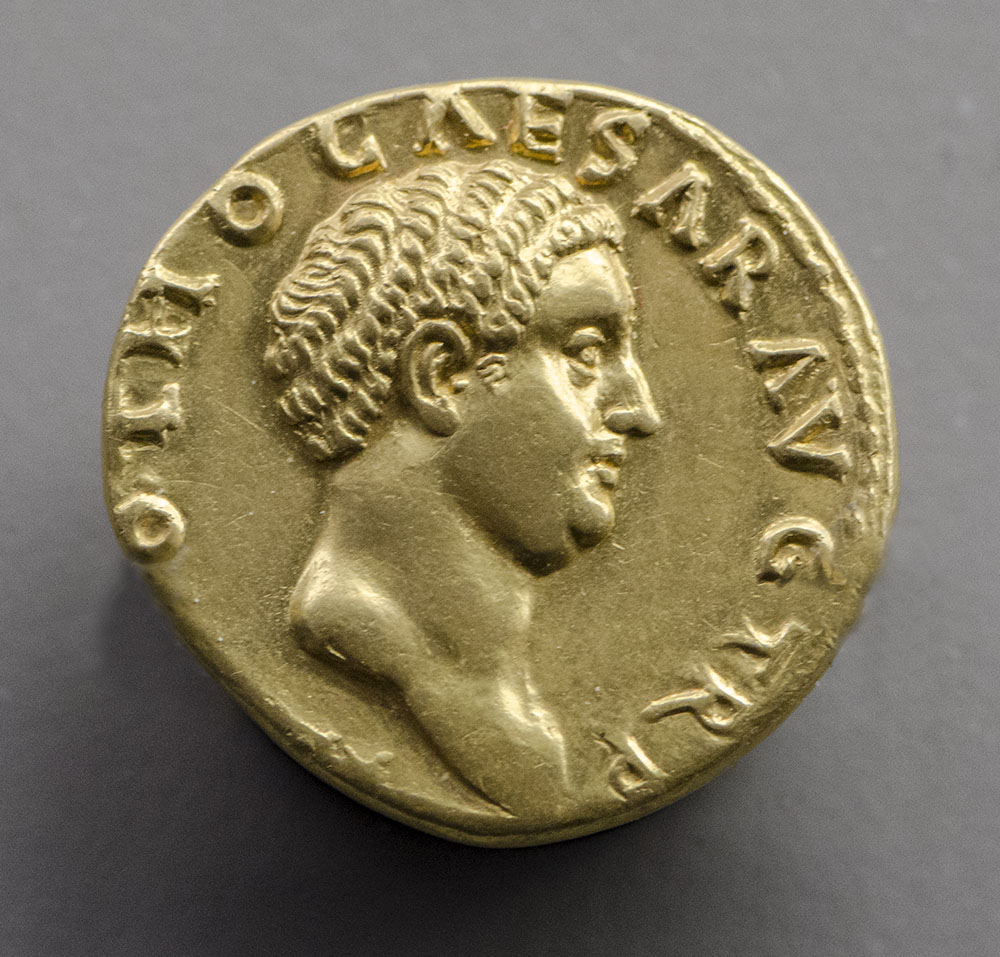
Otho római császár arany aureus érméje.

Rövid ideig tartó uralkodását nehéz rekonstruálni. Igyekezett mind a praetorianusokkal, mind a senatusszal együttműködni, és takarékoskodó elődjével szemben minden tekintetben bőkezűnek mutatkozni. Mindezzel azonban nem ért el eredményt: az arisztokrácia iszonyodott a módtól, ahogy megszerezte az uralmat, ráadásul visszatetszést keltett, hogy megpróbálta folytatni Nero hatalmas és rossz emlékű palotájának, a Domus Aureának az építését.
Otho legnagyobb gondja Vitellius lázadása volt, ugyanis a germaniai helytartónak jelentős, nyolc legiónyi haderő állt a rendelkezésére, míg őt csak a távoli dunai seregek (3 pannoniai, 3 moesiai és 1 dalmatiai legio) támogatták, akik csak a döntő összecsapást követően érkeztek Otho felmentésére. A császár így kénytelen volt a Nero és Galba által a misenumi flottából megszervezett egyetlen hadseregre támaszkodva manőverezni. Stratégiájának sarokpontja a döntő összecsapás kerülése volt, hogy kibírja az erősítés megérkezéséig.
Egy ideig diverzáns akciói Gallia Narbonensis területén és a Pó vidékén kisebb sikereket is hoztak. Áprilisban aztán hírt kapott arról, hogy Vitellius hadai feljebb hidat építenek a folyón, ezért elrendelte, hogy serege nagyobbik része közelítse meg a hidat, és gátolja meg annak felépítését. Ő maga egy különítménnyel a már átkelt katonaság ellen vonult, míg hadainak zöme megindult az épülő híd felé a Via Postumián. Április 15-én a vitellianus erők a felmálházott, menetelő hadsereget támadták meg, és verték szét a bedriacumi csata során. Otho másnap értesült a történtekről, és belátva, hogy nincs esélye felvenni a harcot, április 16-án a kardjába dőlt. Nem sokkal ezt követően érkezett a hadszíntérre a dunai erősítés, ám harcra nem került sor Otho halála miatt: Vitellius súlyos büntetésben részesítette a seregeket, amelyek a sérelmet nem feledve később Vespasianus mögött sorakoztak fel.